# Dorodoca anthophoba
Dorodoca anthophoba är en fjärilsart som beskrevs av Ghesquière 1940. Dorodoca anthophoba ingår i släktet Dorodoca och familjen fransmalar. Inga underarter finns listade i Catalogue of Life.